# Smile for Me (小比類巻かほるの曲)
「Smile for Me」（スマイル・フォー・ミー）は、1992年4月25日にリリースされた小比類巻かほるの18枚目のシングル。

## 収録曲
1. Smile for Me
  - 作詞:小比類巻かほる　作曲:朝倉紀幸　編曲:JEFF FULL
2. MY BEST FRIEND
  - 作詞:小比類巻かほる　作曲:大内義昭　編曲:JEFF FULL